# Xander Blomme
Xander Blomme (Eeklo, 21 giugno 2002) è un calciatore belga, centrocampista dell'Excelsior in prestito dal Go Ahead Eagles.

## Carriera
Ha iniziato la sua carriera nel settore giovanile del Club Brugge. Il 22 agosto 2020 ha esordito con la squadra riserva dei belgi, il Club NXT, contro l'RWDM47 in seconda divisione.
Il 18 febbraio 2022, si è trasferito ai Go Ahead Eagles.

## Statistiche

### Presenze e reti nei club
Statistiche aggiornate all'8 maggio 2023.
| Stagione        | Squadra         | Campionato      | Campionato | Campionato | Coppe nazionali | Coppe nazionali | Coppe nazionali | Coppe continentali | Coppe continentali | Coppe continentali | Altre coppe | Altre coppe | Altre coppe | Totale | Totale |
| Stagione        | Squadra         | Comp            | Pres       | Reti       | Comp            | Pres            | Reti            | Comp               | Pres               | Reti               | Comp        | Pres        | Reti        | Pres   | Reti   |
| --------------- | --------------- | --------------- | ---------- | ---------- | --------------- | --------------- | --------------- | ------------------ | ------------------ | ------------------ | ----------- | ----------- | ----------- | ------ | ------ |
| 2021-2022       | Club NXT        | D2              | 22         | 0          |                 | -               | -               | -                  | -                  | -                  | -           | -           | -           | 22     | 0      |
| 2022-2023       | Go Ahead Eagles | ED              | 5          | 1          |                 | CO              | 1               | 0                  | -                  | -                  | -           | -           | -           | 6      | 1      |
| Totale carriera | Totale carriera | Totale carriera | 27         | 1          |                 | 1               | 0               |                    | -                  | -                  |             | -           | -           | 28     | 1      |